# تفه هالند
تفه هالند (به انگلیسی: Tefé Holland) یک شخصیت خیالی در کتاب‌های کامیک آمریکایی منتشر شده توسط دی‌سی کامیکس است. او دختر الک هالند / سوامپ تینگ و ابی هالند است.
تفه در ابتدا روح سرگردانی به نام اِسپراوت بود که سعی در یافتن بدن افرادی می‌نمود که به تازگی جانشان را از دست داده بودند؛ او در نهایت از طریق بچه‌دار شدن ابی هالند، که از طریق تسخیر جان کنستانتین توسط سوامپ تینگ و برقراری آمیزش جنسی با او باردار شده بود، بدن خود را دریافت کرد. به واسطه اینکه کنستانتین در آن زمان خون نگرال شیطانی در رگ‌هایش جریان داشت، تفه نیز یک‌نیمه دیو است. تفه سرانجام همانند پدر خود تبدیل به یک عنصر زمین شد، و به عنوان سوامپ تینگ جدید یک خط عناصر زمینی انسانی را آغاز نمود و از تمامی قدرت‌های پدرش، با حفظ ظاهر انسانی برخوردار شد. او در حال حاضر دارای این قدرت‌ها نمی‌باشد.
این شخصیت به عنوان اسپراوت توسط نویسنده-طراح ریک ویتچ خلق شده‌است؛ که برای نخستین بار در شمارهٔ ۶۵ از مجموعه سوامپ تینگ (اکتبر ۱۹۸۷) حضور پیدا کرد. اولین حضور این شخصیت در نقش تفه هالند در شمارهٔ ۹۰ از سوامپ تینگ (دسامبر ۱۹۸۹) است که توسط نویسنده داگ ویلر و طراح پت برادریک خلق شده‌است، و نام آن برگرفته از شهر تفه، واقع در برزیل، خانهٔ پارلمان درختان است.